# Bultfontein
Bultfontein is een plaats in de Zuid-Afrikaanse provincie Vrijstaat.
Bulfontein telt ongeveer 2200 inwoners en is de hoofdplaats van de gemeente Tswelopele. De naastgelegen township Phahameng heeft 21.000 inwoners.

## Subplaatsen
Het nationaal instituut voor de statistiek, Stats SA, deelt sinds de census 2011 deze hoofdplaats in in zogenaamde subplaatsen (sub place), c.q. slechts één subplaats:
Bultfontein SP.